# Співочі гітари (ВІА)
Співочі гітари («Співаючі гітари»; рос. «Поющие гитары», рос. ВИА «Поющие гитары») — радянський вокально-інструментальний ансамбль, який користувався надзвичайною популярністю на початку 1970-х років. Найбільш відомими піснями в наші дні є «Синя пісня» («Синій іній»), «Карлсон» і «Пісенька велосипедистів». Колектив був одним з перших в історії вітчизняної популярної музики професійним колективом, що дав ім'я всьому жанру  ВІА і послужив зразком для численних послідовників і наслідувачів . «Співаючі гітари» створили універсальну формулу для ВІА, що з'явилися наприкінці 1960-х і у першій половині 1970-х років.

## Історія
Створено в Ленінграді в 1966 р.  гітаристом естрадного  ансамблю «Дружба» Анатолієм Васильєвим. 5 жовтня 1966 року ансамбль дав перший професійний концерт — на сцені актового залу в  Військово-механічному інституті. Перший склад ансамблю: Анатолій Васильєв (керівник, гітара), Євген Броневицький (бас-гітара), Володимир Калінін (гітара), Лев Вільдавський (фортепіано, електроорган), Сергій Лавровський (ударні), Олег Мошкович (фортепіано, електроорган) Галина Баранова (вокал), Тетяна Калініна (вокал). 
У 1967 р. в ансамбль приходять Едгар Бернштейн (труба, звукорежисер) і Олена Федорова (вокал), йде Тетяна Калініна, в тому ж році ансамбль записує на фірмі «Мелодія» свою першу платівку. У 1968 році в ансамбль приходить Альгірдас Паулавічюс (клавішні), Олександр Федоров (гітара), в 1969 — Валерій Ступаченко (вокал), Юрій Антонов (клавішні, композитор), Анатолій Чижевський (гітара). У 1970 році в ансамбль прийшли нові музиканти: Григорій Клейміц (фортепіано), Василь Борисов (гітара) і ритм-секція Юрій Іваненко (бас-гітара) і ударник Юрій Соколов (також відомий на прізвисько Помідор ), Сергій Лавровський йде з ансамблю і створює ВІА «Калинка». 
За рідкісним винятком, всі учасники ансамблю співали. Деякі тільки бек-вокальні партії, деякі — сольні, основні інструменталісти-вокалісти — Євген Броневицький і Олександр Федоров. Популярність групи зростає: ВІА «Співаючі гітари» в рік давали до 350-400 концертів-аншлагів. Сильними сторонами групи було «ефектне вокальне багатоголосся і дотепна театралізація багатьох пісень» . Зазвучали нові пісні, найяскравіші з яких — «Сутінки» і «Нема прекраснішої за тебе» (обидві заспівав Євген Броневицький). 
У 1975 р. «Співаючі гітари», де музичним керівником у той час був  Семен Добров (Шнайдер)  , взяли участь у записі першої радянської рок-опери композитора  Олександра Журбіна «Орфей і Еврідіка» . Це послужило припиненням концертної діяльності і швидкий розпад «пісенного складу», історики ВІА, не звертаючи увагу на рок-оперу, вважають 1975 роком розпаду колективу .
Багато учасників групи пізніше домоглися індивідуального успіху як співаки, композитори, аранжувальники і диригенти ( Юрій Антонов,  Альберт Асадуллін,  Ірина Понаровська, Валентин Бадьяров [Архівовано 8 грудня 2016 у Wayback Machine.],  Альгірдас Паулавічюс,  Григорій Клейміц,  Валерій Бровко, Галина Баранова, Сергій Лавровський та ін.).
З 1975 року «Співочі гітари» займалися виключно постановкою «рок-опер» і повністю втратили свій легендарний склад. А з 1985 р. ВІА перетворений у  Державний театр «Рок-опера».
Навесні 1997 року «Співочі гітари» несподівано для багатьох возз'єдналися і дали серію добре зустрітих публікою концертів, зі своїм репертуаром 30-річної давності. Возз'єднані учасники - здебільшого, з пісенного складу: Євген Броневицький, Олександр Федоров, Григорій Клейміц, Валерій Ступаченка, Василь Борисов, Юрій Соколов, Едуард Кузінер (на один концерт), також увійшли музиканти і з рок-оперного періоду: Володимир Васильєв і Ольга Левицька. Сергій Лавровський, Анатолій Васильєв не змогли приєднатися до колективу, а соло-гітаристом став Дмитро Кіжаєв.
«Співочі гітари» знову концертують, в 1998 році беруть участь в  «Музичному рингу», але розпочинаються втрати: в 1998 році йде з життя музичний керівник Григорій Клейміц, а в 2003 році йде з життя чарівна Ольга Левицька, в 2014 році від раку помирає Юрій Соколов (Помідор). У 2002 році гітарист і вокаліст Олександр Федоров їде на ПМЖ до Канади, звідки 2013 р. повертається і працює по сьогоднішній день.

## Репертуар
В основу репертуару лягли обробки популярних естрадних мелодій зарубіжних груп Shadows,  Ventures, пісні гуртів «The Beatles», «The Tremeloes», пісні Джанні Моранді , а також російські народні та циганські пісні.
- «Аппачі»,  оригінал — The Shadows,  «Apache» .
- «Був один хлопець» , оригінал - Джанні Моранді  «C`era un ragazzo che come me amava I Beatles ...»  (бразильська версія: Os Incríveis  « Era um garoto, que como eu, amava os Beatles e os Rolling Stones » ).
- «Духові оркестри» , оригінал —  Halina Kunicka  «Orkiestry dete»  [8].
- «Індіанська резервація» , автор John D. Loudermilk, російський текст  Яків Голяков, оригінал —  The Raiders,   «Indian Reservation» .
- «Ленінград» , оригінал — Джо Дассен,  «La complainte de l`heure de pointe»
- «Пісенька велосипедистів» , оригінал — Riccardo Del Turco  «Uno tranquillo»  (французька версія - Джо Дассен, «Siffler sur la colline», англійська — The Tremeloes «Suddenly You Love Me», іврит - «להשתטות לפעמים»).
- «Прекрасна неділя» , оригінал —  Деніел Бун,  «Beautiful Sunday»  (російський текст М. Белякова).
- «Синя пісня»  (російський текст Альберта Азизова, оригінал — Келлера і Хантера [9]; перше виконання - Ніл Седака, 1959 — «One Way Ticket (to the blues)» )
- «Синій птах»,  оригінал — The Shadows,  «Peace Pipe» .
- «Люди зустрічаються» , оригінал — Петер Поор  «Fekete Vonat»  (також російськомовна версія — Янош Коош «Чорний поїзд»).
- «Товстий Карлсон» , оригінал — Jeff Christie  «Yellow River»  (французька версія - Джо Дассен  «L`Amerique» ) (російський текст І. Резника) [10].
- «Тореро»,  оригінал — The Shadows,  «The Savage» .
- «Три хвилини до смерті» , оригінал — Pascal Danel  «Les trois dernières minutes» .
- «Нема прекраснішої за тебе»  — музика  Ю. Антонова, слова М. Белякова.
- «Сутінки»  — музика А. Васильєва, слова Кіма Рижова.
- «Субота» ,  «Соловей»  — чилійські народні пісні.
- «Саласпілс»  — музика Олександр Тимошенко і Едуард Кузінер, слова  Яків Голяков
- «Циганочка» , оригінал — The Shadows,  «Man of Mystery» .

## Учасники колективу
Склад колективу постійно оновлювався

### Естрадний колектив
- Анатолій Васильєв - соло-гітара, вокал, засновник колективу
- Лев Вільдавскій - клавішні
- Ірина Понаровська - вокал
- Валерій Ступаченко - вокал
- Олександр Федоров - гітара, вокал
- Євген Броневицький - бас-гітара, вокал
- Юрій Іваненко - бас-гітара, флейта
- Володимир Калінін - ритм-гітара, вокал,
- Альгірдас Паулавічюс - електроорган, флейта
- Григорій Клейміц - клавішні інструменти, вокал (в подальшому аранжувальник і музичний керівник ансамблю)
- Едгар Бернштейн - труба, радіоінженер
- Сергій Лавровський - ударні інструменти, вокал
- Юрій Антонов - клавішні інструменти, вокал
- Валентин Бадьяров - гітара, скрипка, вокал
- Галина Баранова - вокал
- Богдан Вівчаровський - вокал
- Юрій Іванов - гітара, флейта, вокал
- Тетяна Калініна - вокал
- Едуард Кузінер - клавішні інструменти
- Ольга Левицька - вокал
- Олег Мошковіч - клавішні інструменти, вокал
- Штефан Петраков - клавішні інструменти, вокал
- Василь Борисов - скрипка, гітара, вокал
- Олена Федорова - вокал
- Юрій Соколов - ударні (помер в 06.04.2014г)
- Альберт Асадуллін - вокал
- Валерій Бровко - гітара

### Театральний колектив
- Юрій Дімітріна - вокал;
- Альберт Ассадуллін - вокал;
- Ірина Понаровська - вокал;
- Ольга Левицька - вокал;
- Богдан Вівчаровський - вокал;
- Цакадзе Валерій - вокал;
- Лазаренко Василь - вокал;
- Олексадр Федоров - вокал;
- Алла Кожевникова - вокал;
- Віталій Псарьов - вокал;
- Геннадій Степанов - вокал;
- Борис Флакс - вокал;
- Аркадій Султан-Беков - вокал;
- Майя Цакадзе - вокал;
- Сергій Євграфов - вокал;
- Олександр Трофимов - вокал;
- Володимир Дяденістов - вокал;
- Марина холмової - вокал;
- Тетяна Іванова - вокал;
- Петро Пчелинцев - вокал;
- Юрій Хомутянскій - вокал;
- Анатолій Лобачов - гітара;
- Володимир Васильєв - бас-гітара;
- Анатолій Васильєв - гітара;
- Борис Кудрявцев - труба;
- Сергій Валін - тромбон;
- Лев Либин - саксофон, флейта;
- Віктор Кареткіна - фортепіано;
- Леонід Мальцев - орган;
- Роман Кадейкін - ударні;
- Роман Дубінніков - ударні;
- Володимир Ловецький - ксилофон;
- Олександр Розенбаум - гітара.
- Семен Шнайдер (Добров) - соло-гітара, музичний керівник

## Дискографія
- 1968 — «Співочі гітари I» , EP, «Мелодія», Д-000853-54:

1. «Сюрприз» (аранжування інструментальної композиції «36-24-36» групи The Shadows)
2. «Тореро» (аранжування інструментальної композиції «Savage» групи The Shadows)
3. «Циганочка» (аранжування інструментальної композиції «Man of Mystery» групи The Shadows)
4. «Синій птах» (аранжування інструментальної композиції «Peace Pipe» групи The Shadows).

- 1968 —  «Мелодії екрану»  (17-я серія), GD, «Мелодія», Д-22868:

1. «Ноктюрн» («Любити», М. Тарівердієв, вокально-нструментальний ансамбль)

- 1968 —  «М. Тарівердієв. З музики до к/ф «Любити...», GD, «Мелодія», Д 23273-74:

1. «Ноктюрн», інструментальний ансамбль
2. «Ти йдеш, як поїзд» (Є. Євтушенко, А. Федорова)
3. «Вечірнє місто», інструментальний ансамбль

- 1969 —  «Співочі гітари II» , EP, «Мелодія», Д-0001389-90:

1. «Пісня — це головне, друзі» (Я. Дубравін — С. Фогельсон)
2. «Дороги» (А. Г. Новіков — Л. Ошанін)
3. «Пісенька велосипедистів» (група «Тремелос», російський текст П. Ватнік /
4. «Апачі» (обробка А. Васильєва інструментальної композиції «Apache» групи «The Shadows»).

- 1969 — «Співочі гітари III» , GD, «Мелодія», Д-24317-18:

1. «Пісня — це головне, друзі» (Я. Дубравін — С. Фогельсон)
2. «Синій птах» (обробка А. Васильєва)
3. «Тореро» (обробка А. Васильєва)
4. «Дороги» (А. Г. Новіков — Л. Ошанін)
5. «Апачі» (обробка А. Васильєва інструментальної композиції «Apache» групи «The Shadows»)
6. «Пісенька велосипедистів» (група «Тремелос» — російський текст П. Ватнік)
7. «Вечірнє місто» (М. Тарівердієв)
8. «Сюрприз» (обробка А. Васильєва)
9. «Ноктюрн» (М. Тарівердієв, солістка О. Федорова)
10. «Циганочка» (обробка А. Васильєва)
11. «Ти йдеш, як поїзд» (М. Тарівердієв — Є. Євтушенко, солістка О. Федорова).

- 1970 —  «Євген Євтушенко. Вірші та пісні», GD, «Мелодія», Д-28073:

1. «Ти йдеш, як поїзд» (М. Тарівердієв, А. Федорова)

- 1970 —  «Співочі гітари IV» , EP, «Мелодія», 33Д-00029207-08:

1. «Синя пісня» (обробка А. Васильєва — А. Азізов)
2. «Сутінки» (А. Васильєв - К. Рижов)

- 1970 —  «Співочі гітари V» , EP, «Мелодія», 33Д-00029265-6:

1. «Синій птах» (обробка А. Васильєва)
2. «Сутінки» (А. Васильєв — К. Рижов)
3. «Трійка» / російська народна пісня, обробка А. Васильєва)

- 1971 — «Співочі гітари VI» , EP, «Мелодія», Д 00030703-04:

1. «Проводи» (О. Колкер — К. Рижов)
2. «Ми розлучилися» (молдавська народна пісня)
3. «Карлссон» (Дж. Крісті — І. Рєзнік)
4. «Нема прекраснішої за тебе» (Ю. Антонов — І. Безладнова, М. Бєляков)

- 1972 —  «Співочі гітари VII», EP, «Мелодія», Д-00033017:

1. «Прекрасне неділя» (Д. Бун — російський текст М. Белякова)
2. «Соловей» (чилійська народна пісня — російський текст Яків Голяков)

- 1973 —  «Пісні радянських композиторів» , EP, «Мелодія», 33Д-00034081:

1. «Непримітна краса» (А. Морозов — М. Рябінін)

- 1973 —  «Співочі гітари VIII» , EP, «Мелодія», Д-00035145-6:

1. «Саласпілс» (А. Тимошенко, Едуард Кузінер —  Яків Голяков)
2. «Тихо тече Німан» (литовська народна пісня, обробка А. Паулавічюса)

- 1973 — «Співають ленінградці» , LP, «Мелодія», 33 CM 04471-72:

1. «Саласпілс» (А. Тимошенко, Едуард Кузінер —  Яків Голяков)
2. «Недільний день» (Д. Бун - М. Бєляков)

- 1974 —  «Радянські вокально-інструментальні ансамблі» , LP, «Мелодія», С90-04853-4:

1. «Карлсон» (Дж. Крісті — російський текст І. Резника)
2. «Пісенька велосипедистів» (музика і слова «Тремелос», російський текст П. ватник)
3. «Аппачі» (музика невідомого автора, обробка А. Васильєва)
4. «Нема прекраснішої за тебе» (Ю. Антонов, І. Безладнова, М. Бєляков)
5. «Дороги» (А. Новиков, Л. Ошанін).

- 1974 —  «Пісні радянських композиторів» , EP, «Мелодія», С62-04912:

1. «Саласпілс» (А. Тимошенко, Едуард Кузінер,  Яків Голяков)

- 1976 —  «Пісні Олександра Морозова» , EP, «Мелодія», Г62-05225-6:

1. «А я співаю» (К. Рижов, соліст В. Ступаченко)
2. «Моя вина» (Ю. Бобров, солістка І. Понаровська)
3. «Біля річки черемха» (В. Харитонов).

- 1979 — «Фламандська легенда», МА, «Самвидав», концептуальний альбом-опера, присвячений життю Тіля Уленшпігеля [11]

1. «Фламандська легенда», рок-опера в 2-х частинах (Р. Грінблат — лібрето Ю. Михайлова і Ю. Дімітріна)

- 1980 — «Орфей і Еврідіка», 2LP, «Мелодія», C60-13833-6 :

1. «Орфей і Еврідіка», зонг-опера в 2-х частинах (О. Журбін, лібрето Ю. Дімітріна)

- 1987 — «Місце зустрічі дискотека — 1», LP, «Мелодія», С60-24403-000:

1. «Нема прекраснішої за тебе» (Ю. Антонов — І. Безладнова)

- 1996 — «Співочі гітари 30 років. Архівні записи», CD, «Compact Disk Co.», CD 90018:

1. Апачі
2. Пісенька велосипедистів
3. Романс
4. Торреро
5. Проводи
6. Саласпілс
7. Синя птиця
8. Ось це погода (вокал — Валерій Ступаченко)
9. Сутінки
10. Непримітна краса
11. Сюрприз
12. Чи не ламай черемхи
13. Нема прекраснішої за тебе
14. А я співаю
15. Циганочка.

- 2002 — «Синій іній», CD, «ФГ Нікітін», ЦМС-05CD / 02
- 2002 — «Люди зустрічаються», CD, « ФГ Нікітін », ЦМС-06CD / 02
- 2003 — «Орфей і Еврідіка», 2CD, «Manchester Files», CDMAN 097-03
- 2008 — «Співочі гітари», CD, «Мелодія», MEL CD 60 01373
- 2013 — «Співочі гітари» Легенди СРСР. CD, 11 пісень.